# トラール
トラール（tolar）は、1991年10月8日より2007年1月1日のユーロ導入まで使用されていたスロベニアの旧法定通貨。国際通貨記号（ISO 4217）はSIT。
複数形は2~4がトラーリャ (tolarja)、5以上がトラリェフ (tolarjev)。補助単位はストティン（stotin)、複数形ストティノフ (stotinov)で、1トラール = 100ストティノフ。
記事中では通貨名をトラール、ストティノフで統一する。

## 歴史
トラールの語源は、1518年に当時のボヘミア、ザンクト・ヨアヒムスタール（現：チェコ・ヤーヒモフ）で鋳造されたターラー銀貨（Thaler）である。英語のドル（dollar）も同じ言葉を語源にしている。
ユーゴスラビアからの独立を宣言した直後の1991年10月8日に、ユーゴスラビア・ディナールと等価で交換される形で導入された。
2004年6月28日から、ERM IIによりトラールはユーロとペッグ制になり、交換比率を1ユーロ = 約239.64トラールとした。2007年1月1日にユーロが導入され、1月14日までの移行期間を経てトラールはその役割を終えた。

## 硬貨
流通した硬貨は10、20、50ストティノフと、1、2、5、10、20、50トラール。表面には額面数字が、裏面はスロベニアゆかりの動物が描かれており、全体的にシンプルなデザインとなっている。
| 額面           | ユーロ換算 | 直径  | 材質                      | 裏面の図柄       | 発行日        |
| -------------- | ---------- | ----- | ------------------------- | ---------------- | ------------- |
| 10ストティノフ | €0.0004    | 16 mm | アルミニウム合金（Mg 2%） | ホライモリ       | 1993年4月29日 |
| 20ストティノフ | €0.0008    | 18 mm | アルミニウム合金（Mg 2%） | トラフズク       | 1993年4月29日 |
| 50ストティノフ | €0.0021    | 20 mm | アルミニウム合金（Mg 2%） | セイヨウミツバチ | 1993年1月4日  |
| 1トラール      | €0.0042    | 22 mm | 洋白                      | ブラウントラウト | 1993年1月4日  |
| 2トラール      | €0.0083    | 24 mm | 洋白                      | ツバメ           | 1993年1月4日  |
| 5トラール      | €0.0209    | 26 mm | 洋白                      | アイベックス     | 1993年1月4日  |
| 10トラール     | €0.0417    | 22 mm | 白銅                      | ウマ             | 2000年4月19日 |
| 20トラール     | €0.0835    | 24 mm | 白銅                      | シュバシコウ     | 2003年7月7日  |
| 50トラール     | €0.2086    | 26 mm | 白銅                      | ウシ（雄牛）     | 2003年7月7日  |

## 紙幣
紙幣には10、20、50、100、200、500、1000、5000、10000トラール紙幣が流通した。
導入当初は暫定的な紙幣として1〜5000トラールの額面のバウチャーが約1年ほど流通した。このシリーズは表面にハニカム模様に彩られた額面数字とセイヨウミツバチ（カーニオラン種）、裏面にトリグラウ山が描かれている。
その後1992年9月から1995年にかけてスロベニアの著名人を描いた正式な紙幣が段階的に導入された。200トラール札裏面には楽譜が使用されるなど音楽家の肖像が多く採用されている。
| 額面          | ユーロ換算 | 図柄                                           | 図柄                                                     | 発行日                                                       |
| 額面          | ユーロ換算 | 表面                                           | 裏面                                                     | 発行日                                                       |
| ------------- | ---------- | ---------------------------------------------- | -------------------------------------------------------- | ------------------------------------------------------------ |
| 10トラール    | €0.0417    | プリモシュ・トルバル、羽根ペン                 | ウルシュリンスカ教会                                     | 1992年11月27日                                               |
| 20トラール    | €0.0835    | ヤネス・ヴァイカルト・ヴァルヴァソル、コンパス | ヴァルヴァソル画の天使の図、地図の等高線                 | 1992年12月28日                                               |
| 50トラール    | €0.2086    | ユーリイ・ヴェガ、ヴェガの論文の数式           | 太陽系の惑星、スロベニア芸術科学アカデミー               | 1993年3月19日                                                |
| 100トラール   | €0.42      | リハルド・ヤコピッチ、筆とパレット             | ヤコピッチ・パビリオンとヤコピッチの絵画                 | 1992年9月30日                                                |
| 200トラール   | €0.83      | ヤコブス・ガルス、オルガンの装飾部分           | スロベニア・フィルハーモニー・ホール、ガルスの楽曲の楽譜 | 1993年2月22日                                                |
| 500トラール   | €2.09      | ヨジェ・プレチニック、コンパス                 | スロベニア国立大学図書館の設計図とレンガ                 | 1992年9月30日                                                |
| 1000トラール  | €4.17      | フランツェ・プレシェーレン                     | プレシェーレンの『祝杯』の原稿                           | 1992年9月30日 1993年12月13日（改訂）                         |
| 5000トラール  | €20.86     | イヴァナ・コビルツァ                           | スロベニア国立美術館とロバ噴水                           | 1993年12月13日 1998年2月10日（改訂） 2002年7月15日（再改訂） |
| 10000トラール | €41.73     | イヴァン・ツァンカル                           | キクの花、ツァンカルの論文                               | 1995年3月15日 2000年6月19日（改訂）                          |